# Normal Again
Normal Again (Otra vez normal en España y Normal otra vez en América Latina) es el decimoséptimo episodio de la sexta temporada de la serie de televisión estadounidense Buffy, la cazavampiros.
Es el último episodio en el que el padre de Buffy, Hank Summers, aparece en la serie. 
El argumento plantea la posibilidad de que todo en Sunnydale desde que la serie empezó sea solo una ilusión en la mente de Buffy y que esta esté dentro de una institución mental.

## Argumento
Buffy camina por las calles de Sunnydale con una lista de casas de alquiler. Se detiene frente a una de ellas. El trío tiene un equipo de vigilancia controlando cualquier ángulo y observa cómo una curiosa Cazadora está husmeando por las ventanas. Andrew Wells saca una flauta y la hace sonar, haciendo que un demonio aparezca dispuesto a atacarla. Pelean y el demonio hiere a Buffy en el brazo. La Cazadora está en una sala blanca forcejeando con dos enfermeros que intentan ponerle una inyección. Es una habitación de hospital y la cama tiene correas para sujetarla. Despierta en el callejón con el brazo dolorido.
En la universidad, Willow está medio escondida en el pasillo, esperando a Tara, pero la ve con una amiga. En casa de las Summers intenta buscar algún rastro de Xander y Buffy piensa que tal vez esté con Anya, intentando arreglar las cosas. Pero aparece y le abrazan. Necesita encontrarla, se ha llevado una maleta con algunas de sus cosas y ha colgado un cartel de cerrado en la tienda de magia. No quería romper con ella pero todo se volvió demasiado complicado con su familia, los demonios y la boda. Cuando se marchó se sintió vacío como nunca antes lo había estado. Lo ha estropeado todo.
En el cementerio Spike se encuentra con Buffy de patrulla y ésta le cuenta lo ocurrido en la boda. Aparecen Willow y Xander. Éste discute y golpea al vampiro. Buffy cae de rodillas. En la habitación del hospital, Buffy permanece agarrándose la cabeza con fuerza, mientras el médico intenta que se centre. Ella le dice que está en Sunnydale pero le responde que nada de eso es real, que está en una institución mental. Lleva seis años allí. Aparecen sus padres y Buffy vuelve a retirarse perdida.
En casa, les confiesa que ha estado teniendo extrañas visiones desde que la atacó el demonio, imágenes en las que está internada en una institución. Más tarde, vuelve a cerrar los ojos con fuerza y al abrirlos está en el despacho del médico con sus padres. Lleva internada 6 años a causa de una esquizofrenia. Ha creado un mundo alternativo donde es la protagonista, una especie de heroína, la Cazadora, en un mundo fantástico. Está rodeada de amigos, la mayoría con superpoderes, con los que vence todo tipo de criaturas fantásticas creadas por su imaginación. Dawn es la hermana creada de energía mágica que Buffy insertó en su mundo para restablecer el lazo familiar.
Willow le explica que es por culpa del veneno pero Buffy le explica que cuando empezó a cazar vampiros se asustó y habló con sus padres, acabando internada en una clínica. Sólo estuvo allí un par de semana y cuando dejó de hablar del tema la dejaron ir. Quizá nunca abandonó el sanatorio. Spike está preocupado por Buffy y ella le dice que no debería estar allí, que no es parte de su vida. Le amenaza con contarlo a sus amigos. Buffy vierte el contenido del antídoto en una planta.
De vuelta en el hospital, les dice que no quiere volver a ese mundo y que quiere estar sana otra vez e irse a casa. Es un proceso largo y tendrán que ir paso a paso. El médico le dice que su verdadero lazo con ese mundo son sus amigos y que tendrá que eliminarlos. Así que Xander, Willow y Dawn acaban en el sótano atados y amordazados. Buffy suelta al demonio pero Tara aparece. Buffy sigue debatiendo consigo misma mientras el demonio ataca a sus amigos. En el hospital Joyce le dice que crea en sí misma. Buffy le mira y le da las gracias, se despide de su madre y acaba con el demonio, desatando a los demás y pidiéndoles perdón.
En el hospital psiquiátrico, el médico examina con su linterna los ojos de la otra Buffy, inerte en el suelo, y concluye que la han perdido. 

### Análisis del episodio
Len Geller en Slayageonline.com publica un artículo llamado «"Normal Again" y "The Harvest": La subversión y el triunfo del realismo en 'Buffy'». Según el autor, la subversión del universo en la serie presentada en otros episodios como Ha nacido una estrella donde Jonathan Levinson «aparece no solo como el líder incuestionable de los Scoobies» sino que es una «celebridad mundial» que es admirado por todos, o la que se presenta con la aparición de Dawn Summers que «contradice lo que sabemos de Buffy» hasta el momento, palidece «en comparación con la presentada en el profundamente confuso pero brillantemente ejecutado "Normal Again"». Esto se debe a que en los otros episodios «la naturaleza y la causa de la realidad alternativa es conocida» por lo tanto es «inestable» pero «reversible».
En Normal Again, «Buffy alterna entre dos realidades, en una de ellas es la cazadora» que hemos visto «durante las seis temporadas», y en la otra «es una paciente mental» que no puede hablar y que ha perdido la «conexión con la realidad». Llegados a este punto ni Buffy ni el espectador sabe cuál de las dos realidades es la verdadera, incluso después de haber elegido «una de las realidades sobre la otra». Esto posiciona, según Len Geller este episodio «en una posición especial dentro de los 144 episodios de Buffy» ya que plantea la subversión total del universo de Buffy, «no solo temporal», es decir que «no cuestiona partes del texto sino el texto entero».

### Normal Againy antirealismo
Después de que un demonio le inserte veneno con una «aguja» a Buffy, esta es traslada a una realidad alternativa donde está interna en una institución mental. Mientras se desarrolla el episodio, va quedando «claro que ni Buffy ni nosotros como espectadores tenemos forma alguna de saber cuál realidad es la verídica y cuál no». Esto se debe a que «ambos mundos parecen igualmente racionales, coherentes» para Buffy cuando la vemos en cada uno de ellos, en ninguna de las realidades «hay nada anómalo fuera de lugar» que dé pie a cuestionar uno de ellos.
Por un lado, sus amigos cuestionan la realidad en la que aparecen sus padres, pero sus padres y el doctor cuestionan la realidad en Sunnydale. Por otro lado, estamos en el «mismo lugar de Buffy»; al estar fuera de la narración se le deja al espectador fuera de las dos realidades y por lo tanto sin ningún «privilegio dentro» de ninguna de las dos. Esto se ve reforzado por el hecho de que la realidad de la institución mental no se presenta como «gótica, extraña, o fuera de lo ordinario». Otra de las razones de la confusión es que cada realidad presenta una «explicación racional y convincente» de la otra realidad ilusoria por la cual se le ofrece a Buffy «una salida, un método para volver a ser completa de nuevo.» En la realidad de los Scoobies, la salida de la otra realidad se hará a través de la búsqueda del antídoto al veneno del demonio, y en la realidad de la institución mental, la explicación de la otra realidad es una esquizofrenia o enfermedad mental.
Según el autor del artículo el realismo es un «intento fallido de ver la realidad desde un punto de vista no contextual», desde fuera de la misma realidad. Para Buffy y el antirealismo no habría un punto desde el que Buffy pueda observar las dos realidades y «determinar cual es real».

## Reparto

### Personajes principales
- Sarah Michelle Gellar como Buffy Summers.
- Nicholas Brendon como Xander Harris.
- Alyson Hannigan como Willow Rosenberg.
- Emma Caulfield como Anya Jenkins (acreditada pero no aparece).
- Michelle Trachtenberg como Dawn Summers.
- James Marsters como Spike.

### Apariciones especiales
- Amber Benson como Tara Maclay.
- Danny Strong como Jonathan Levinson.
- Adam Busch como Warren Mears.
- Tom Lenk como Andrew Wells.
- Kristine Sutherland como Joyce Summers.

### Personajes secundarios
- Dean Butler como Hank Summers.
- Michael Warren como Doctor.
- Kirsten Nelson como Lorraine Ross.
- Sarah Scivier como Enfermera.
- Rodney Charles como Asistente.
- April Dion como Chica besando.

## Producción
Según Joss Whedon, este episodio fue la «última mirada posmoderna al concepto del escritor escribiendo una serie», ya que cuestiona los elementos fantásticos o inconsistentes de la serie «de la forma en la que lo haría una persona normal». Whedon añadió que el episodio se dejó intencionadamente abierto a la interpretación; la verdadera causa de las ilusiones, ya sea el veneno o la vuelta de Buffy a la «realidad», no se deja claro de forma explícita. «Si los televidentes quieren,» dice Whedon, «la serie [completa] se desarrolla en la mente de una [persona] lunática encerrada en algún lugar de Los Ángeles... y esa persona loca soy yo.» Aunque, «Personalmente, creo que sí pasó de verdad.»
En el audiocomentario del DVD, el director Rick Rosenthal dice que estuvo algo intimidada al principio trabajando con Sarah Michelle Gellar porque tenía la costumbre de bromear con los directores diciéndoles, «¡No eres mi jefe!» o «¡No me digas lo que tengo que hacer!».